# 陈谕
陈谕（英語：Mandy Chen，1979年9月23日—），本名陈诗莹；出生於台湾，马来西亚女艺人，参演不少马剧。

## 影视作品

### 电影
帮过周杰伦拍音乐特辑 （听妈妈的话）

## 相关事件
2021年1月，陈谕及其兒子先後被確診染有COVID-19。